# UFC on Fuel TV 3
UFC on Fuel TV 3: Korean Zombie vs. Poirier（ユーエフシー・オン・フューエル・ティービー・スリー：コリアン・ゾンビ・バーサス・ポイエー）は、アメリカ合衆国の総合格闘技団体「UFC」の大会の一つ。2012年5月15日、バージニア州フェアファックスのパトリオット・センターで開催された。

## 大会概要
本大会ではジョン・チャンソンとダスティン・ポイエーによるフェザー級ワンマッチが組まれた。

### カード変更
負傷などによるカードの変更は以下の通り。
- フランシスコ・リベラ → アザマット・ガシモフ（第1試合）

- アーロン・ライリー → マーカス・レヴェッサー（第5試合）

- チアゴ・シウバ → ファビオ・マルドナード（第8試合）

- マイク・イーストン → ジェフ・ホウグランド（第9試合）

- イーブス・エドワーズ → ジェレミー・スティーブンス（第10試合）

- ブランドン・ヴェラ vs. チアゴ・シウバ → ヴェラの負傷により中止

## 試合結果

### プレリミナリーカード
第1試合 バンタム級ワンマッチ 5分3R
○  フランシスコ・リベラ vs.  アレックス・ソト ×
3R終了 判定3-0（30-27、30-27、30-27）
第2試合 バンタム級ワンマッチ 5分3R
○  ジョニー・エドゥアウド vs.  ジェフ・カラン ×
3R終了 判定3-0（29-28、29-28、29-28）
第3試合 ライト級ワンマッチ 5分3R
○  ハファエル・ドス・アンジョス vs.  カマル・シャロルス ×
1R 0:40 リアネイキドチョーク
第4試合 ライト級ワンマッチ 5分3R
○  TJ・グラント vs.  カーロ・プラター ×
3R終了 判定3-0（30-27、30-27、30-27）
第5試合 ライト級ワンマッチ 5分3R
○  コーディ・マッケンジー vs.  マーカス・レヴェッサー ×
1R 3:05 ギロチンチョーク
第6試合 ミドル級ワンマッチ 5分3R
○  ブラッド・タヴァレス vs.  ヤン・ドンイ ×
3R終了 判定3-0（29-28、29-28、29-28）

### メインカード
第7試合 ミドル級ワンマッチ 5分3R
○  トム・ローラー vs.  ジェイソン・マクドナルド ×
1R 0:50 KO（左ストレート）
第8試合 ライトヘビー級ワンマッチ 5分3R
○  イゴール・ポクラヤッチ vs.  ファビオ・マルドナード ×
3R終了 判定3-0（29-28、30-27、29-28）
第9試合 バンタム級ワンマッチ 5分3R
○  イーブス・ジャボウィン vs.  ジェフ・ホウグランド ×
3R終了 判定3-0（30-27、30-26、30-27）
第10試合 ライト級ワンマッチ 5分3R
○  ドナルド・セラーニ vs.  ジェレミー・スティーブンス ×
3R終了 判定3-0（30-27、30-27、30-27）
第11試合 ウェルター級ワンマッチ 5分3R
○  アミール・サダロー vs.  ホルヘ・ロペス ×
3R終了 判定2-1（28-29、29-28、29-28）
第12試合 フェザー級ワンマッチ 5分5R
○  ジョン・チャンソン vs.  ダスティン・ポイエー ×
4R 1:07 TKO（ダースチョーク）

### 各賞
ファイト・オブ・ザ・ナイト： ジョン・チャンソン vs. ダスティン・ポイエー
ノックアウト・オブ・ザ・ナイト： トム・ローラー
サブミッション・オブ・ザ・ナイト： ジョン・チャンソン
各選手にはボーナスとして4万ドルが支給された。